# 十一點鎮區 (阿肯色州蘭道夫縣)
十一點鎮區（英語：Eleven Point Township）是位於美國阿肯色州蘭道夫縣的一個行政鎮區。

## 地方資料
十一點鎮區的面積為47.78平方千米，當中陸地面積為47.71平方千米，而水域面積為0.07平方千米。根據2010年美國人口普查的數據，當地共有人口277人，而人口密度為每平方千米5.8人。